# Медісон (Міссурі)
Медісон (англ. Madison) — місто (англ. city) в США, в окрузі Монро штату Міссурі. Населення — 515 осіб (2020).

## Географія
Медісон розташований за координатами 39°28′32″ пн. ш. 92°12′50″ зх. д. / 39.47556° пн. ш. 92.21389° зх. д. (39.475454, -92.213848).  За даними Бюро перепису населення США в 2010 році місто мало площу 1,16 км², з яких 1,16 км² — суходіл та 0,00 км² — водойми.

## Демографія

### Перепис 2010
Згідно з переписом 2010 року, у місті мешкали 554 особи в 243 домогосподарствах у складі 151 родини. Густота населення становила 477 осіб/км².  Було 281 помешкання (242/км²).
Расовий склад населення:
| - 98,6 % — білих - 0,2 % — корінних американців - 0,2 % — азіатів |

До двох чи більше рас належало 0,7 %. Частка іспаномовних становила 1,6 % від усіх жителів.
За віковим діапазоном населення розподілялося таким чином: 24,2 % — особи молодші 18 років, 55,8 % — особи у віці 18—64 років, 20,0 % — особи у віці 65 років та старші. Медіана віку мешканця становила 40,0 року. На 100 осіб жіночої статі у місті припадало 87,8 чоловіків;  на 100 жінок у віці від 18 років та старших — 91,8 чоловіків також старших 18 років.
Середній дохід на одне домашнє господарство  становив 41 175 доларів США (медіана — 34 911), а середній дохід на одну сім'ю — 45 979 доларів (медіана — 42 566). Медіана доходів становила 28 750 доларів для чоловіків та 24 167 доларів для жінок. За межею бідності перебувало 12,4 % осіб, у тому числі 18,4 % дітей у віці до 18 років та 6,5 % осіб у віці 65 років та старших.
Цивільне працевлаштоване населення становило 239 осіб. Основні галузі зайнятості: освіта, охорона здоров'я та соціальна допомога — 22,6 %, мистецтво, розваги та відпочинок — 18,8 %, виробництво — 15,1 %, роздрібна торгівля — 12,1 %.

### Перепис 2000
За даними перепису 2000 року населення становило 554 особи, у місті проживала 151 сім'я, розташовувалося 243 домашніх господарства і 281 будова з щільністю забудови 241,1 будови на км². Густота населення 475,3 людини на км². Расовий склад населення: білі — 98,6%, корінні американці (індіанці) — 0,2%, азіати — 0,2%, представники інших рас — 0,4%, представники двох або більше рас — 0,7%. Іспаномовні становили 1,6% населення.
В 2000 році середній дохід на домашнє господарство становив $28 125 USD, середній дохід на сім'ю $35 875 USD. Чоловіки мали середній дохід $29 375 USD, жінки $19 327 USD. Середній дохід на душу населення становив $15 128 USD. Близько 10,6% сімей та 14,7% населення перебувають за межею бідності, включаючи 22,7% молоді (до 18 років) і 18,8% людей похилого віку (старше 65 років).